# International Mobile Equipment Identity

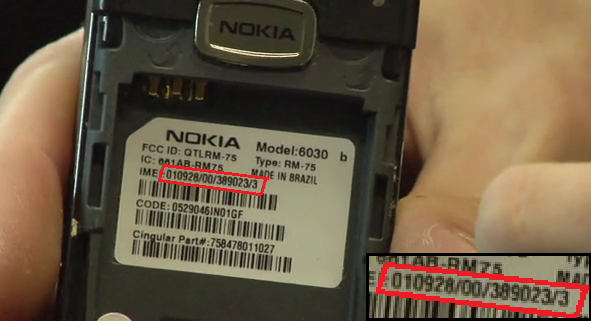
Exemplo de IMEI em dispositivo

Identificação Internacional de Equipamento Móvel (do inglês International Mobile Equipment Identity, com sigla IMEI), é um número de identificação global e único para cada telefone celular, que dependendo da quantidade de slots de Cartão SIM, o aparelho poderá ter mais de uma identificação global. Sendo exclusivo de aparelhos conectados a rede GSM, é formado por quatro grupos que segue o padrão: nnnnnn-nn-nnnnnn-n,que são armazenados em um banco de dados de Registro de Identidade de Equipamentos (EIR).
O Registro de Identidade de Equipamentos, contém os números de todos os equipamentos móveis válidos no mundo. Ao ser reportada à operadora a perda do aparelho (passando o número do IMEI), automaticamente o aparelho será bloqueado, independente de qual SIM Card (dessa operadora) esteja inserido.  
As fabricantes de smartphones e desenvolvedoras de sistemas operacionais costumam oferecer para os seus usuários um serviço de localização de celular para caso o aparelho seja roubado ou perdido. No Android é possível descobrir o IMEI do aparelho vínculo à sua Conta Google. No app Localizar Meu Dispositivo, ou no site do Android. Essa informação pode ser útil caso o usuário queira bloquear o aparelho, sem precisar encontrar a embalagem original do smartphone. Para conferir o número de IMEI, basta tocar no botão “i” no aparelho, ou digitar *#06# no discador, ou verificar a etiqueta atrás da bateria. 
E Google pesquisando "onde está meu celular?" na versão desktop,
você encontra o dispositivo se estiver com os seguintes requisitos: Localização ativada, Conta Google conectada, dispositivo conectado à rede de dados ou Wi-Fi, dispositivo com bateria e ligado. observação: todas as alterações serão feitas assim que seu dispositivo estiver ligado e conectado a rede
No caso de o aparelho ter sido roubado, perdido, deve reportar à policia acompanhado da factura do equipamento e com a declaração deve contactar a sua operadora solicitando o bloqueio do dispositivo junto com seu CPF comprovando que você era o dono do aparelho. Se seu dispositivo tiver mais de um slot de SIM Card, deve informar todos os números de IMEI para sua operadora.